# Benoni d'Aubert
Benoni d'Aubert (født 4. august 1768 i København, død 21. april 1832) var en dansk-norsk officer, bror til Jacques d'Aubert.
Han blev født i København 4. august (hjemmedøbt 5. august) 1768 og var søn af François Jacques Xavier d'Aubert. Han begyndte sin militære løbebane i 1785, idet han da udnævntes til sekondløjtnant à la suite i Armeen. Året efter blev han ingeniørsekondløjtnant à la suite og i 1787 virkelig sekondløjtnant i Ingeniørkorpset. I tidsrummet 1790-1800 deltog han i trianguleringen til den første kystmåling i Norge og var 1800-06 ingeniør i Christianssand fæstning. Han havde imidlertid i 1795 erholdt premierløjtnants karakter, blev i 1796 virkelig premierløjtnant, i 1803 karakteriseret og i 1804 virkelig ingeniørkaptajn. Fra 1806-10 var han ansat ved det danske ingeniørdetachement og blev, efter i 1808 at have erholdt majors karakter, 1810 major ved den norske ingeniørbrigade (en afdeling af det danske Ingeniørkorps). Samme år ansattes han som 1. direktør for den kombinerede militære og økonomiske opmåling i Norge, hvilken stilling han beholdt til sin død. Fra 1811-17 var han samtidig kommandant på Kongsvinger og Blakjær Skanse.
Ved Norges adskillelse fra Danmark i 1814 forblev han i Norge, i hvilken anledning han udslettedes af Armeens lister, men erholdt dog 1815 efter ansøgning afsked i nåde af dansk krigstjeneste. Han var i 1814 blevet forfremmet til oberstløjtnant og blev året efter oberst og chef for det norske Ingeniørkorps (fra 1818 kaldet Ingeniørbrigaden), hvilken stilling han ligeledes beholdt til sin død. I 1818 forfremmedes han til generalmajor og var i 2 år, 1821-23, midlertidig chef for Krigsskolen. Fra 1820 var han æresmedlem af Kungliga Krigsvetenskapsakademien. Han døde 21. april 1832 efter i de sidste år at have lidt af en meget nedbrudt helbred.
D'Aubert havde store fortjenester af ordningen af Norges geografiske opmåling, særlig efter dette lands forening med Sverige.
8. januar 1797 blev han gift med Jakobine Henriette Thaulow (1776-1833), datter af by- og rådstueskriver Henrik Arnold Thaulow og søster til Henrik Wergelands moder. I ægteskabet fik han flere børn, blandt andre Ludvig Cæsar Martin, Otto Gilbert David og Michael Conrad Sophus Emil Aubert.